# Wapenstilstand van Thessaloniki

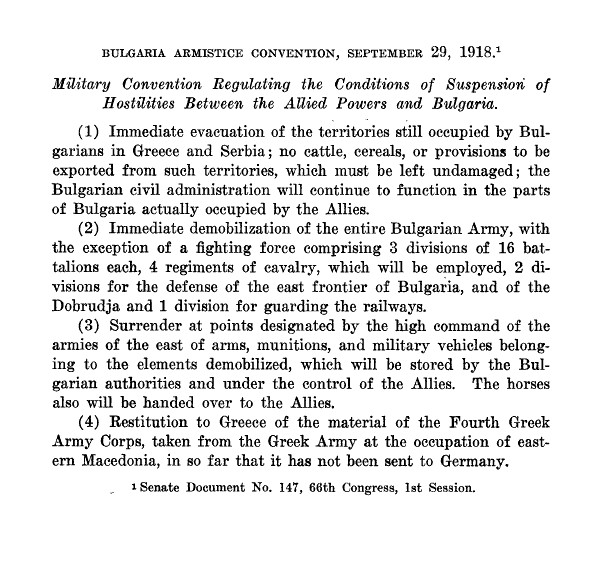
Detail van de tekst van de wapenstilstand.

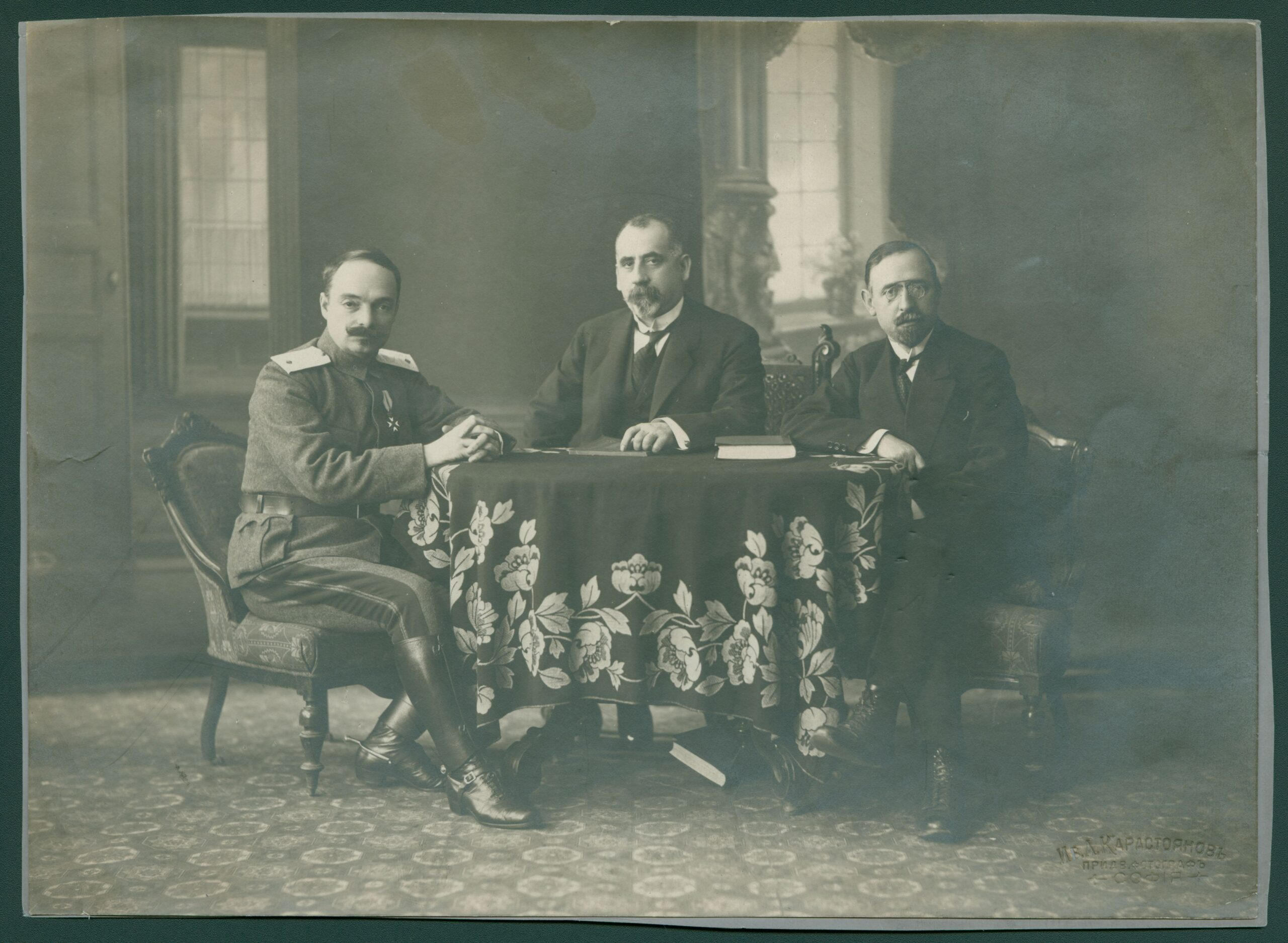
De Bulgaarse delegatie: Ivan Lukov, Andrej Ljaptsjev en Simeon Radev.

De Wapenstilstand van Thessaloniki is de overeenkomst, ondertekend op 29 september 1918, tussen Bulgarije en de Geallieerde Strijdkrachten die een einde maakte aan de vijandelijkheden op de Balkan tijdens de Eerste Wereldoorlog. De wapenstilstand kwam er na een verzoek van Bulgarije tot een staakt-het-vuren aan de Triple Entente op 24 september. Het akkoord leidde tot de breuk van Bulgarije met de andere landen van de centrale mogendheden (Duitsland, Oostenrijk-Hongarije en Turkije), en de demobilisatie en ontwapening van de Bulgaarse troepen. Het verdrag werd voor de geallieerden onderhandeld door generaal Louis Franchet d'Espérey, de Franse opperbevelhebber op het Balkanfront. De Bulgaarse regering vaardigde een delegatie af onder leiding van minister Andrej Ljaptsjev.

## Aanleiding

### Bulgaarse onvrede
Ontevreden over de bepalingen van het Verdrag van Boekarest, afgesloten eerder in 1918, twijfelden de Bulgaren steeds meer over de voortzetting van de oorlog in het kamp van de centrale mogendheden. Deze onvrede leidde ertoe dat koning Ferdinand op 18 juni 1918 premier Vasil Radoslavov verving door Aleksandar Malinov, in 1915 gekant tegen deelname van het land aan de oorlog. Bij de bevolking heerste aanvankelijk een gevoel van gelatenheid; de onvrede werd echter aangewakkerd door perscampagnes die de grieven van de regering ten aanzien van de andere leden van de centrale mogendheden onder de aandacht brachten, en de verwezenlijking eisten van de doelen die bij de aanvang van de oorlog in 1915 gesteld werden.

### Breuk in het Macedonisch front
Op het oorlogsterrein verkeerde Bulgarije bovendien in moeilijkheden. De ravitaillering van de troepen verliep slecht, door tekortkomingen bij de intendantie, wat aanleiding gaf tot steeds massalere deserties. Als gevolg daarvan waren de fronteenheden niet langer in staat afdoende weerstand te bieden tegen de Frans-Servische aanvallen tijdens het op 15 september begonnen doorbraakoffensief. In twaalf dagen tijd werd het Bulgaarse front doorsneden en zagen de troepen zich gedwongen tot een terugtocht naar Bulgaarse grens.
Vanaf 18 september werden de geallieerden, dankzij verkenningsvluchten, van uur tot uur op de hoogte gehouden van de instorting van het Bulgaarse front, terwijl het 70.000 man sterke en goed uitgeruste eerste Duits-Bulgaarse leger tot overgave gedwongen werd door een blokkeringsmanoeuvre van de geallieerden bij Uskub.

## De wapenstilstandsonderhandelingen

### De Bulgaarse aanvraag
In eerste instantie overhandigde een Bulgaars officier op 24 september een brief aan de Britse legerleiding met een verzoek tot een staakt-het-vuren van 24 uur, dat door de bevelhebber van het Balkanfront geweigerd werd. Op 26 september, toen de Franse cavalerie de eenheden van de centrale mogendheden opjoeg nabij Uskub, verstuurde het Bulgaarse oppercommando een aanvraag tot wapenstilstand aan de bevelhebber van de geallieerden op het Balkanfront, Louis Franchet d'Espérey.
Parallel aan deze militaire démarche werden diplomatieke stappen gezet via de consul van de Verenigde Staten in Sofia (Bulgarije was op dat ogenblik niet in staat van oorlog met de Verenigde Staten).

### De onderhandelingen
De Bulgaarse delegatie werd geleid door de minister van financiën Andrej Ljaptsjev, bijgestaan door de diplomaat Simeon Radev en de generaal Ivan Lukov, bevelvoerder van het 2e leger. Op 28 september werden ze te Thessaloniki ontvangen door Louis Franchet d'Espérey. Deze had ervoor gezorgd dat de Servische legerleiding afzijdig gehouden werd van de onderhandelingen. Van zijn kant vergemakkelijkte de Servische regent Alexander de onderhandelingen door zich aan te sluiten bij de eis van Franchet d'Espérey om de bezette Servische gebieden te ontruimen, zonder aanwezigheid van Servische bezettingstroepen in Bulgarije te eisen. De voorwaarden werden vanuit Parijs door premier Georges Clemenceau gedicteerd en, zonder de andere geallieerden erbij te betrekken, voorgelegd aan de Bulgaarse delegatie die deze verder niet ter discussie stelde. De overeenkomst werd nog dezelfde dag net voor middernacht ondertekend.

## De overeenkomst
De conventie bestaat uit elf artikels waarvan vier in een geheimgehouden gedeelte. Deze laatste hebben vooral betrekking op de mogelijkheden voor de geallieerde legers om gebruik te maken van het Bulgaarse grondgebied en Bulgaarse communicatiemiddelen. De wapenstilstand legde de onmiddellijke demobilisatie van alle Bulgaarse troepen op en beperkte de omvang van het Bulgaarse leger tot drie divisies. Bovendien verplichtten de geallieerden Bulgarije alle militair materieel dat in 1916 op de Grieken werd veroverd terug te geven. Ze bezetten een aantal strategische punten verspreid over het land, zonder echter de hoofdstad Sofia in te nemen, om aldus de Bulgaarse regering de nodige bewegingsruimte te laten behouden. Met als doel wraakacties te verhinderen en de ondertekening van het akkoord te bespoedigen, voorzag het akkoord erin dat de Servische en Griekse troepen de grens van hun land met Bulgarije niet mochten overschrijden. Ten slotte werden de Bulgaarse troepen verplicht de Servische bezette gebieden te ontruimen en het Servisch koninkrijk te herstellen binnen de grenzen voorafgaand aan de Bulgaarse inval in 1915.

## Gevolgen
Op 29 september werden de politieke en militaire verantwoordelijken van het Duitse Rijk en zijn bondgenoten ervan op de hoogte gebracht. Zij slaagden er niet in effectieve tegenmaatregelen te treffen. Hindenburg en Ludendorff vroegen de dag nadien aan de Duitse keizer Willem II, vanuit hun militair hoofdkwartier in Spa, een nota te zenden aan de geallieerden met de vraag naar hun voorwaarden voor het staken van de vijandelijkheden. Bovendien vaardigde het geallieerde opperbevel op het oostelijk front vanaf 4 oktober richtlijnen uit om maximaal gebruik te maken van het Bulgaarse vertrek uit het kamp van de centrale mogendheden. Franchet d'Espéry wenste daartoe zowel Hongarije als het Turkse Thracië aan te vallen. Zich hierdoor direct bedreigd voelend, nam de Turkse regering op 7 oktober ontslag, om vervangen te worden door een regering onder leiding van Talaat Pasja, die in 1914 tegenstander was van Turkse deelname aan de oorlog.
Meer noordelijk werden de troepen van de dubbelmonarchie bedreigd door de snelle Frans-Servische opmars en de acties van Servische verzetsstrijders, die profiteerden van de Bulgaarse wapenstilstand. Om deze het hoofd te bieden werd een nieuw Oostenrijks-Duits leger van elf divisies gevormd in Servië nabij Niš, onder leiding van Hermann Kövess met de bedoeling de vanuit Macedonië oprukkende geallieerden tot staan te brengen. Tussen 9 en 12 oktober rukten de geallieerde troepen snel en onweerstaanbaar op naar het noorden van Servië. Op 22 oktober bereikten ze Paraćin. Ondertussen leidde het nieuws van de in Thessaloniki afgesloten wapenstilstand bij de verschillende nationale raden van de dubbelmonarchie ertoe dat deze zich distantieerden van Oostenrijk en Hongarije. De wapenstilstand leidde ook tot de terugtrekking van de Oostenrijks-Hongaarse troepen uit het vorstendom Albanië, dat daarvoor mede bezet gehouden werd door Bulgaarse troepen.

## Duur
De Wapenstilstand van Thessaloniki bleef van kracht tot de ondertekening van het Verdrag van Neuilly op 27 november 1919.

## Andere wapenstilstanden van de Eerste Wereldoorlog
- Wapenstilstand van 15 december 1917 – tussen de Centrale mogendheden en Rusland – 15 december 1917
- Wapenstilstand van Mudros tussen de geallieerden en het Ottomaanse Rijk – 30 oktober 1918
- Wapenstilstand van Villa Giusti tussen Italië en Oostenrijk-Hongarije – 3 november 1918
- Wapenstilstand van 11 november 1918 tussen de Geallieerden en het Duitse Rijk – 11 november 1918